# Philiris fulgens
Philiris fulgens är en fjärilsart som beskrevs av Grose-smith och Kirby 1897. Philiris fulgens ingår i släktet Philiris och familjen juvelvingar. Inga underarter finns listade i Catalogue of Life.

## Bildgalleri

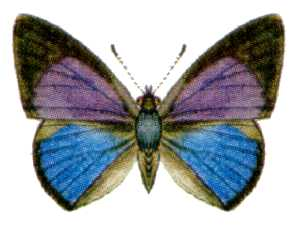